# Solstice: The Quest for the Staff of Demnos
Pour les articles homonymes, voir Solstice (homonymie).
Solstice: The Quest for the Staff of Demnos est un jeu vidéo d'aventure/réflexion développé par Software Creation Ltd., sorti en 1990 sur NES.

## Synopsis
Le jeu commence après l’enlèvement de la princesse Eleanor par le démoniaque sorcier Morbius qui souhaite la sacrifier dans un rituel lors du solstice d’hiver, et ainsi obtenir les pouvoirs qui lui permettent de dominer le monde.
Pour sauver le monde, le joueur incarne le sorcier Shadax, qui a pour seule solution de retrouver les six morceaux du sceptre de Demnos dispersé par les anciens dans le château de Kâstleröck : la demeure de Morbius.

## Système de jeu
Shadax ne possède pas de pouvoir, ses seules capacités sont le saut et la possibilité d’attraper certains cubes. Il possède aussi quatre potions magiques (arrêt du temps, destruction des ennemis, invincibilité durant quelques courts instants, révélateur de passage secrets).
Le joueur doit traverser, avec un nombre de sauvegardes limité (et fixé à certaines salles), un niveau unique de 250 salles en 3D isométrique sur plusieurs étages (caves, jardins etc.) dans le but de récupérer les 6 morceaux de sceptre. Certaine salles nécessitent une certaine réflexion et une étude de la perspective.

## Équipe de développement
- Graphiste : Mark Wilson
- Game Designer : Mike Webb, Mark Wilson
- Programmeur : Mike Webb
- Compositeur sonore : Timothy Follin